# Sorring
Sorring is een plaats in de Deense regio Midden-Jutland, gemeente Silkeborg. De plaats telt 1029 inwoners (2008).